# Mugam
Mugam (muğam) är en klassisk azerbajdzjansk musik som vanligen är en uppsättning av poesi med instrumentala mellanspel som också inbegriper musikalisk improvisation. Bland traditionella musikinstrument märks stränginstrumenten tar, kamantja, oud och saz, blåsinstrumentet balaban, trummorna ghaval och naghara, samt zurna, garmon, tutek, daf och dhol.
Alim Qasimov är den främste muğamsångaren i Azerbajdzjan. Han har släppt nio album och har turnerat i bl.a. USA, Frankrike, Storbritannien, Tyskland, Belgien, Spanien, Brasilien och Iran.